# Asphodelus bakeri
Asphodelus bakeri là một loài thực vật có hoa trong họ Thích diệp thụ. Loài này được Breistr. miêu tả khoa học đầu tiên năm 1947.